# Johann Friedrich von Alvensleben (Regierungspräsident)
Johann Friedrich von Alvensleben auch Johann Friedrich VIII. von Alvensleben (* 2. Oktober 1712 in Zichtau; † 11. September 1783 ebenda) war ein deutscher Beamter.

## Leben

### Familie
Johann Friedrich von Alvensleben entstammte der schwarzen Linie der niederdeutschen Adelsfamilie von Alvensleben und war der Sohn von Friedrich Wilhelm II. von Alvensleben (* 18. November 1683 in Wolterslage; † 18. März 1752 in Zichtau), Erbherr auf Zichtau und Calbe und dessen Ehefrau Henriette Sophia (* 21. Oktober 1686 in Werdershausen; † 16. November 1750 in Zichtau), Tochter von Leberecht Emanuel von dem Werder auf Werdershausen (1658–1696). Er hatte noch fünf Geschwister: 
- Leberecht Emanuel von Alvensleben (* 27. September 1713; † 16. November 1750 in Zichtau);
- Busso von Alvensleben († 11. Januar 1715);
- Achaz Heinrich von Alvensleben (* 6. Oktober 1716 in Zichtau; † 3. April 1777 in Friedeberg (Neumark)), Generalmajor;
- Elisabeth Sophia von Alvensleben (* 23. Februar 1720; † 3. November 1794 in Halberstadt);
- Helene Katharina von Alvensleben (* 26. Oktober 1723; † 23. Dezember 1799 in Halberstadt) heiratete in erster Ehe Christoph Werner von der Asseburg (* 11. Juli 1694 in Ampfurth; † 28. September 1761 in Halberstadt); in zweiter Ehe heiratete sie Adolf Friedrich von Ditfurth († 7. September 1776 in Rinteln).

Er blieb unverheiratet.

### Werdegang
Nach dem Besuch des Pädagogiums Halle immatrikulierte sich Johann Friedrich von Alvensleben am 30. September 1732 zu einem Studium der Rechtswissenschaften an der Universität Halle; Im Oktober 1733 wechselte er an die Universität Jena, im September 1736 an die Universität Göttingen sowie im November 1741 an die Universität Helmstedt.
1742 trat er in königliche Dienste ein und war seit dem 16. April 1743 Regierungsrat in Magdeburg. Auch nachdem unter König Friedrich dem Großen im Jahr 1748 die Magdeburger Regierung vollkommen neu eingerichtet worden war, verblieb er als Mitglied im Regierungskollegium.
Am 15. Juli 1763 erfolgte seine Ernennung zum Präsidenten der Regierung im Herzogtum Magdeburg; damit trat er die Nachfolge des Geheimen Justizrats Johann Ernst von Voß an. 
Am 26. Mai 1780 erhielt er vom König den Auftrag, einen Plan zur Errichtung eines adligen Kreditwerkes für Magdeburg, Mansfeld und Halberstadt nach dem Vorbild des Kur- und Neumärkischen Ritterschaftlichen Kreditinstitutes zu erarbeiten.
Johann Friedrich von Alvensleben bat am 9. Dezember 1782 alters- und krankheitsbedingt um die Suspendierung von seinen Amtsgeschäften; der König gewährte ihm das Gesuch bei vollen Dienstbezügen. Sein Nachfolger wurde Johann Wilhelm von Tevenar (1724–1797). 
Als er verstarb, war er Erbherr auf Zichtau und Calbe. 